# Baydu
Baydu (o Baidu, rus Байду) (mort 1295) fou el sisè dels il-kans de Pèrsia, net d'Hulagu.
Va participar en la conspiració dels emirs mongols contra Gaykhatu a causa d'una injúria que el kan li va fer. Triomfant el cop d'estat, Gaykhatu fou assassinat el 21 d'abril de 1295 i Baydu fou proclamat kan al seu lloc, però va quedar sota la tutela de l'emir (general) Taachar. Immediatament se li va oposar el seu cosí Ghazan fill d'Arghun Khan, que va avançar des del Khurasan amb un exèrcit. Inicialment es va concertar una treva però aviat els combats es van reprendre, i Baydu fou deposat per acord general, sota influència del general Amir Nawruz. Ghazan va adoptar l'islam i fou proclamat kan. Baydu, abandonat pels seus seguidors, va ser capturat a Nakhitxevan quan fugia i fou executat el 5 d'octubre de 1295.
Tot i que era nominalment musulmà per conveniència política, en el seu breu regnat va afavorir els cristians, que sembla que era la religió per la qual tenia simpatia.